# Halictus kessleri
Halictus kessleri är en biart som beskrevs av Bramson 1879. Halictus kessleri ingår i släktet bandbin, och familjen vägbin. Inga underarter finns listade i Catalogue of Life.